# Catalina Edwards
Catalina Edwards Delpino (Viña del Mar, 26 de octubre de 1976) es una periodista y presentadora de radio y televisión chilena, que se hizo conocida por ser lectora de noticias en Meganoticias, en el canal Mega. Se desempeña como conductora radial en Radio Infinita. Es columnista del medio digital “Ex-Ante y generadora de contenido digital.

## Biografía
Es la hija mayor del matrimonio formado por Juan Edwards Ross y Verónica Delpino Allú. Tiene 3 hermanos: Cristóbal, Diego y José Tomás. 
Estudió en el colegio Villa María Academy de Santiago, donde egresó en 1994, al igual la actriz María José Prieto. Se tituló de periodista en la Universidad de los Andes el año 2000 y ha profundizado sus conocimientos en el área económica con estudios en el ESE Business School de la misma universidad.
Se casó en 2007 con Juan Pablo Tisné y tiene un hijo.

## Carrera profesional
En septiembre de 2006 asumió como conductora de Meganoticias donde estuvo hasta noviembre de 2019, donde participó en coberturas nacionales e internacionales y moderó debates presidenciales.
Luego renunciar a Meganoticias estudió y especializó en la generación de contenidos para medios digitales y radio.
Entre 2008 y 2014 fue conductora del noticiero matinal y mediodía de Mega junto a José Luis Repenning y desde esa fecha hasta 2019 hizo dupla con José Antonio Neme. Este último también fue su compañero en la conducción de Lo que Faltaba…
Posteriormente, conduce el programa económico Más que Números de Radio Infinita junto al economista Patricio Eskenazi y el programa Qué hay de nuevo junto a Paola Berlín y Matías De la Maza. Además, es columnista del medio digital ExAnte y rostro de marcas publicitarias.

## Vida deportiva
Amante del deporte y la vida al aire libre. Practica atletismo desde su época escolar en el colegio Villa María Academy. Participó activamente en campeonatos nacionales e interescolares, donde obtuvo destacados lugares en carreras de velocidad, posta y salto largo. En 2014 entrenó para el IronMan 70.3 de Pucón, experiencia que resumió en 2015 como "un desafío increíble, mi objetivo era terminarlo, no hacer tiempo ni nada. Lo terminé bien, no llegué muerta, me equivoqué en la alimentación y me faltó experiencia. Al final me tomé un avión esa misma noche de vuelta a Santiago, no quedé adolorida, al día siguiente fui a trabajar, me levanté a las cinco de la mañana como todos los días.
Ha participado los últimos 8 años en las distancias 10K y 21K en distintas carreras de Chile, como la Maratón de Valparaíso y la Maratón de Santiago.
"En el colegio era atleta, competía en velocidad y la posta. Haciendo poco me iba bien. Con el tiempo me di cuenta que dedicando más tiempo y disciplina, los resultados serían aún mejores. De velocista me convertí en corredora de fondo. Todo un desafío para una aficionada como yo" 
En 2018 corrió la Maratón de Buenos Aires, en 2020 la de Berlín y en 2021 la de Chicago.

## Controversias
El 25 de julio de 2016, como panelista en Mucho gusto emitió una polémica declaración mientras se discutía el problema de las bajas pensiones que entrega el actual sistema de AFP chileno, Edwards declaró:

Lo otro que pasa, y que tampoco podemos decir ‘esto lo tiene que solucionar el Estado’, yo quiero insistir en lo que dije antes y no sé si se entendió. El Estado de bienestar en Europa fracasó, hay muchos estados que están fracasados. Son experiencias fallidas. Lo que yo digo es que no hay que imitar algo, tenemos que arreglarlo, pensarlo mejor para nosotros. Por ejemplo, dar trabajo a las personas que hoy día ya están jubiladas ¡Ahí ya tienes una solución! O sea, personas que efectivamente hoy día quizá quieran trabajar, hay otras que no, que ya no les da el físico porque no pueden, en fin, pero hay una buena cantidad que sí.
Catalina Edwards.

Esta declaración hizo estallar una lluvia de críticas en redes sociales hacia la periodista, puesto que el día anterior más de 750.000 personas marcharon en distintas ciudades del país exigiendo el fin del sistema de AFP. 

## Programas de televisión
| Año           | Programa                  | Rol              | Canal     |
| ------------- | ------------------------- | ---------------- | --------- |
| 2006-2007     | En boca de todos          | Notera-Panelista | Canal 13  |
| 2006-2007     | Saque partido a su dinero | Notera-Panelista | Canal 13  |
| 2007-2013     | Meganoticias              | Conductora       | Mega      |
| 2013-2019     | Ahora noticias            | Conductora       | Mega      |
| 2014-2018     | Mucho gusto               | Panelista        | Mega      |
| 2014-2017     | Historias que nos reúnen  | Conductora       | Mega      |
| 2019          | Lo que faltaba            | Conductora       | Mega Plus |
| 2019-presente | Meganoticias              | Conductora       | Mega      |

## Radio
- Más que números (Radio Infinita)
- Qué hay de nuevo (Radio Infinita)